# IEEE Information Theory Society
Die IEEE Information Theory Society (ITS) ist eine Gesellschaft innerhalb des IEEE, die sich mit Verarbeitung, Übertragung und Speicherung von Information befasst (Informationstheorie).
Sie wurde 1951 als IRE Professional Group in Information Theory innerhalb Institute of Radio Engineers (IRE) gegründet, die 1963 mit der IEEE fusionierten. Danach hießen sie IEEE Professional Technical Group on Information Theory und 1964 IEEE Information Theory Group. Ihren heutigen Namen haben sie seit 1989.
Sie veröffentlichen die IEEE Transactions on Information Theory und einen Newsletter und vergeben den Claude E. Shannon Award.
1998 wurde zum 50-jährigen Jubiläum der Begründung der Informationstheorie durch Claude E. Shannon der Golden Jubilee Award for Technological Innovation vergeben.

## Preisträger des Golden Jubilee Award 1998
Preisträger waren (jeweils mit offizieller Laudatio):
- Norman Abramson für die Erfindung des ersten random access Kommunikationsprotokolls
- Elwyn Berlekamp für die Erfindung eines effizient berechenbaren algebraischen Dekodierungsalgorithmus.
- Claude Berrou, Alain Glavieux, Punya Thitimajshima für die Erfindung der Turbo-Codes.
- Ingrid Daubechies für die Erfindung Wavelet-basierter Methoden der Signalverarbeitung
- Whitfield Diffie, Martin Hellman, für die Erfindung der Public-Key-Kryptographie
- Peter Elias für die Erfindung von Faltungscodes
- G. David Forney für die Erfindung von concatenated codes und verallgemeinerte Minimaldistanz-Dekodierungsalgorithmen
- Robert M. Gray für die Erfindung und Entwicklung von training mode Vektorquantisierung
- David A. Huffman für die Erfindung der Huffman-Kodierung
- Kees A. Schouhamer Immink für die Erfindung von constrained codes für kommerzielle Aufnahmesysteme
- Abraham Lempel, Jacob Ziv für den Lempel-Ziv-Algorithmus zur Datenkomprimierung
- Robert W. Lucky für die Erfindung des Adaptive Equalizer
- Dwight O. North für die Erfindung des Optimalfilters (matched filter)
- Irving S. Reed als Ko-Erfinder des Reed-Solomon-Code
- Jorma Rissanen für die Erfindung der Arithmetischen Kodierung
- Gottfried Ungerboeck für die Erfindung von Trellis-Code Modulation
- Andrew J. Viterbi für die Erfindung des Viterbi-Algorithmus